# Porcellio insignis
Porcellio insignis là một loài chân đều trong họ Porcellionidae. Loài này được Brandt miêu tả khoa học năm 1833.